# قشلاخ ملا (سقز)
قرية قشلاخ ملا (بالكردية: قشڵاخ مەلا) هي إحدى القرى التابعة لـذو الفقار في ريف قسم سرشيو من مقاطعة سقز، في محافظة كردستان الإيرانية.

## السكان
حسب إحصاءات سنة 2006، بلغ إجمالي السكان في قشلاخ ملا 30 نسمة وعدد المساكن 10 مسكن. لغة سكان قشلاخ ملا هي اللغة الكردية و هم من أهل السنة والجماعة والمذهب الشافعي.